# Hranice (ort i Tjeckien, Karlovy Vary)
Hranice (tyska: Roßbach) är en stad i Tjeckien.   Den ligger i regionen Karlovy Vary, i den västra delen av landet, 160 km väster om huvudstaden Prag. Hranice ligger 580 meter över havet och antalet invånare är 2 268.
Terrängen runt Hranice är huvudsakligen platt, men norrut är den kuperad. Runt Hranice är det ganska tätbefolkat, med 185 invånare per kvadratkilometer. Närmaste större samhälle är Aš, 9,1 km söder om Hranice. I omgivningarna runt Hranice växer i huvudsak blandskog.